# Panther KF51
Panther KF51 (від англ. Panther — пантера та скор. KF від нім. Kettenfahrzeug  — гусенична машина) — німецький основний бойовий танк наступного покоління, що розробляється зброярним концерном Rheinmetall. Вперше був продемонстрований на виставці озброєнь Eurosatory 13 червня 2022 року.
Є наступником танків Leopard 2.

## Історія
У Rheinmetall почали розроблення головних підсистем до Panther у 2016, а проєктування на рівні усієї системи почалось у 2018. Уся розробка — це приватна справа Rheinmetall, щоб до 2026 року продемонструвати потенціал зі збільшення вражальної дії, рухливості, живучості і мережевих можливостей ОБТ без спричинення значного збільшення ваги. Щоб зменшити вагу платформи Leopard 2A4, на якій базується машина, у Rheinmetall віддавали перевагу активній броні перед пасивною.
У червні 2024 року Rheinmetall представили KF51-U з безлюдною баштою та новим комплексом озброєння. Екіпаж танка перебуває в корпусі.

## Конструкція

### Озброєння
Основним озброєнням танку є гладкоствольна 130-мм гармата Rh-130 L/51 (за іншими даним Rh-130 L/52), створена на основі Rh-120, що встановлюється на танки Leopard 2. Автомат заряджання розрахований на 20 снарядів. Додаткові 10 снарядів у танку. Із гарматою спарений 12,7-мм кулемет.
На башті танка встановлюється бойовий модуль NATTER із 7,62-мм кулеметом.
Також башта може оснащуватись пусковою установкою для баражуючих боєприпасів HERO 120.

### Захист
Танк обладнаний пасивним, динамічним і активним захистом.
Заявляється, що цифрова архітектура дозволяє інтегрувати додаткові датчики виявлення запуску снарядів противника, що може дозволити нейтралізацію снарядів на більш ранніх стадіях. Також присутня система для захисту від атак згори.

### Керування
Танк має панорамний оптичний датчик SEOSS2 та приціл EMES, завдяки яким командир та навідник можуть спостерігати та вражати цілі незалежно.
Через дисплеї в бойовому відділенні екіпаж має огляд на 360°.
Виробник повідомляє, що основною концепцією танку є повна цифровізація та побудова навколо програмного забезпечення (англ. software-defined). Екіпаж може керувати повітряними (як вбудованими в танк, так і сторонніми) та наземними безпілотними системами.
Також заявлено, що всі робочі місця танкістів є взаємозамінними: контроль датчиків, руху та озброєння може миттєво передаватись іншому члену екіпажу за потреби, причому в майбутньому планується розробка незалюднених башт та можливість використання танка в повністю безпілотному режимі.
Екіпаж складається з трьох осіб: командир, навідник та механік-водій. В корпусі біля водія також передбачене місце для додаткового члена екіпажу: оператора додаткового озброєння, командира підрозділу або штурмана.

## Варіанти

### KF51-U
У червні 2024 року компанія Rheinmetall представила KF51-U на виставці озброєнь Eurosatory. Це "Пантера" з безпілотною баштою. Єдині три оператори, необхідні для цього танка, сидять у корпусі безпосередньо перед баштою. Боєприпаси для основного озброєння подаються за допомогою автомата заряджання з двох магазинів у задній частині башти. Боєкомплект танка складає 25 касет. Додатковим озброєнням KF51-U має коаксіальний крупнокаліберний кулемет калібру 12,7 мм.

### Panther EVO Upgrade
Представлений у червні 2024 року, цей варіант поєднує башту Panther KF51 з шасі Leopard 2A4. Він озброєний 130-мм гарматою Rheinmetall Future Gun System, 12,7-мм коаксіальним кулеметом і RWCS Natter з 7,62-мм кулеметом.

## Плани будівництва
В лютому 2023 керівництво концерну Rheinmetall в особі генерального директора Арміна Папперґера повідомило, що хоче не тільки поставляти Panther KF51 в Україну, а й виробляти їх в Україні. З приводу можливості швидкого будівництва нового заводу концерну в Україні вже йдуть перемовини між концерном та урядами Німеччини й України. У червні 2023 року Папперґер підтвердив перспективу виробництва в Україні, після доведення танка до готовності протягом 15—20 місяців.

## Оператори

### Україна
9 лютого 2023 року стало відомо, що Rheinmetall проводить перемовини з Україною з приводу закупівлі даних танків і БМП Lynx KF41.

## Галерея

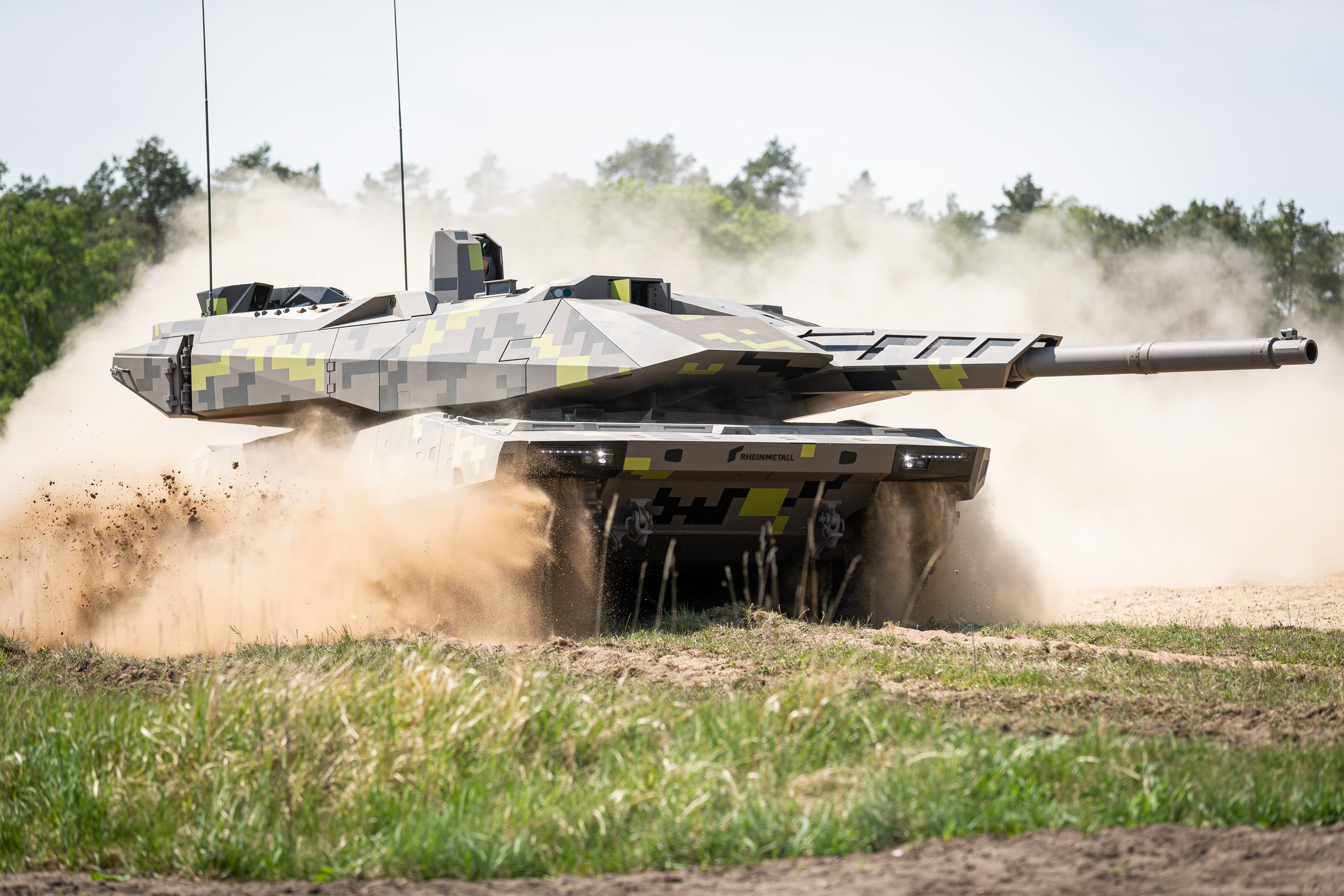
Танк під час руху
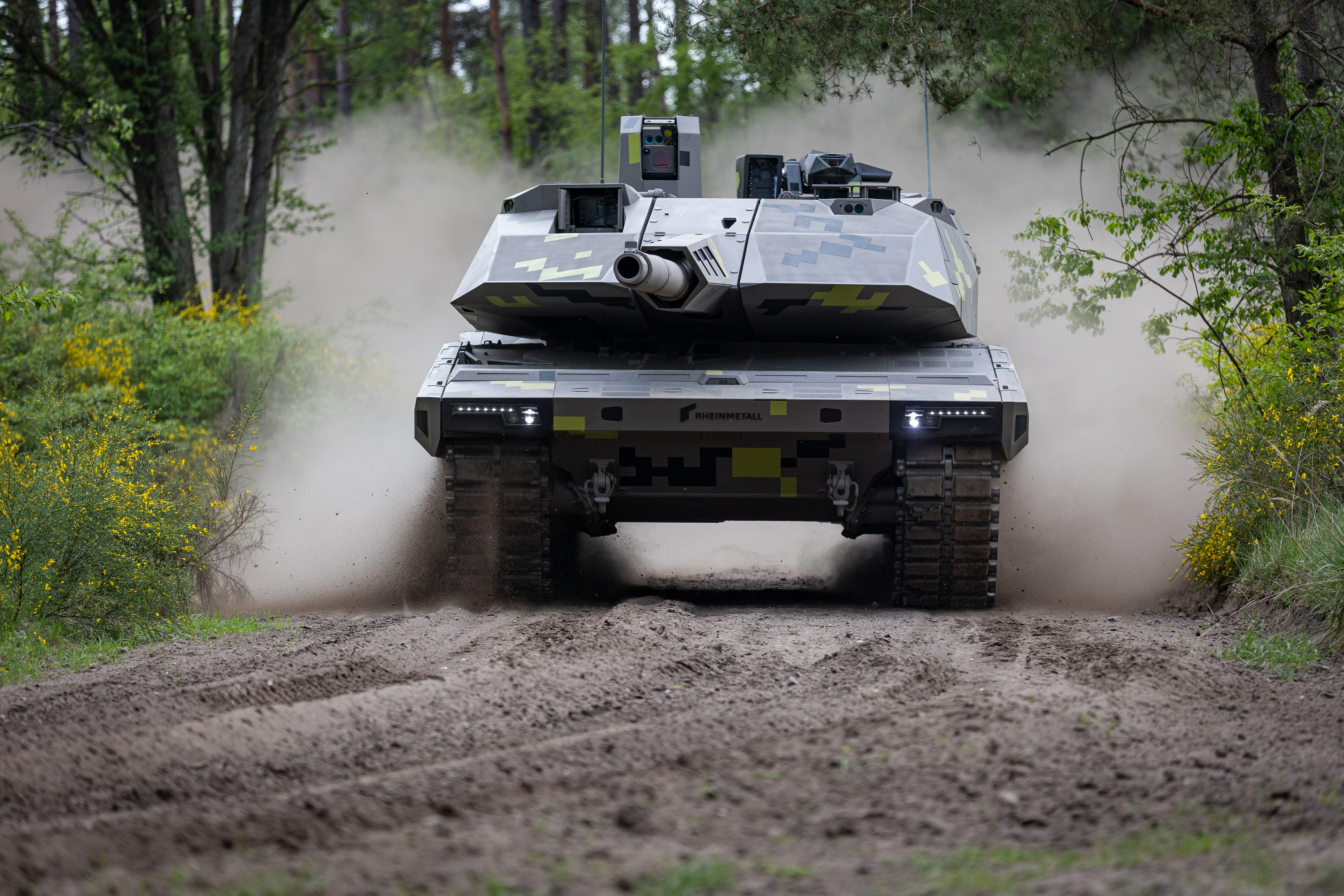
Танк під час руху